# Stade Chaban-Delmas
Stade Chaban-Delmas is een stadion in Bordeaux. Tot 2015 was het de thuishaven van de plaatselijke voetbalclub Girondins de Bordeaux. Die club speelt nu in het nieuwe Stade Bordeaux-Atlantique. Het Stade Chaban-Delmas ligt in het westen van het stadscentrum aan de Place Johnston.

## Geschiedenis en bouw
Het stadion is in gebruik genomen op 30 maart 1924 en heeft sindsdien meerdere renovaties ondergaan om tot een modern stadion te komen. Op 12 juni 1938 is het vernieuwde stadion officieel geïnaugureerd voor de start van de wereldkampioenschappen voetbal. Tijdens de memorabele halve finale Europacup 1 wedstrijd tussen Bordeaux en Juventus op 24 april 1985 is het toeschouwersrecord van 40.211 toeschouwers gevestigd. Het stadion had op dat moment een capaciteit van rond de 50.000 toeschouwers.
In 1987 werd het stadion voor de tweede keer grondig verbouwd en heeft het een metamorfose ondergaan tot een comfortabel stadion voor de bezoekers. De eerste wedstrijd die er plaatsvond was tegen Everton FC, die in midden jaren 80 een van de grootmachten was in het Engelse voetbal.
Sinds de derde grote verbouwing in 1998, ter voorbereiding op het WK in Frankrijk, is de capaciteit 34.462 toeschouwers geworden. In de zomer van 2006 heeft er voor het laatst een verbouwing plaatsgevonden.
Het stadion is gebruikt voor twee wereldkampioenschappen voetbal, namelijk die van 1938 en 1998.
In het stadion vinden de wedstrijden plaats van Les Girondins. Het huidige trainingscomplex ligt op een steenworp afstand van het stadion in de wijk Le Haillan. Op het trainingscomplex staan naast moderne trainingsfaciliteiten het imposante kasteel le Château du Haillan waar de directie haar administratie voert.

## Naamgeving
Ooit het Stade Municipal genoemd zal het stadion het beste bekendstaan als Parc Lescure of Stade Lescure, zoals sommige mensen het stadion nog steeds noemen. In 2001 is daar officieel verandering in gekomen.
In november 1999 overleed Jacques Chaban-Delmas. Hij was de langstzittende burgemeester van Bordeaux (1947-1995) en ook oud-premier van Frankrijk. Het stadbestuur heeft daarop besloten om Chaban-Delmas te eren door het stadion naar hem te vernoemen dat in 2001 werd geformaliseerd.

## Rugby
Naast voetbal wordt het stadion ook incidenteel gebruikt voor rugby. Zo heeft in 2004 de halve finale wedstrijd (op 24 april) in de Heineken Cup (jaarlijkse competitie tussen teams uit top rugbylanden) tussen Toulouse en Biarritz plaatsgevonden in Chaban-Delmas.
Ook hebben er nationale rugbywedstrijden plaatsgevonden. Het stadion was gastheer voor het wereldkampioenschap rugby 1999. Het kampioenschap werd georganiseerd door Wales maar de wedstrijden vonden plaats in meerdere landen. In Bordeaux werden Frankrijk - Namibië (8 oktober) en Fiji - Canada (9 oktober) gespeeld. In 2007 was Frankrijk gastheer van het wereldkampioenschap rugby. Wederom werd gespeeld in het stadion in Bordeaux. De volgende vier groepswedstrijden werden afgewerkt: Ierland - Namibië (9 september), Ierland - Georgië (15 september), Canada - Japan (25 september) en Australië - Canada (29 september).
Jacques Chaban-Delmas was naast politicus ook groot fan van rugby.

## WK interlands
| № | Datum        | Wedstrijd                       | Uitslag | Competitie             | Toeschouwers |
| - | ------------ | ------------------------------- | ------- | ---------------------- | ------------ |
| 1 | 12 juni 1938 | Brazilië – Tsjecho-Slowakije    | 1 – 1   | WK 1938 Kwartfinale    | 22.021       |
| 2 | 14 juni 1938 | Brazilië – Tsjecho-Slowakije    | 2 – 1   | WK 1938 Kwartfinale    | 18.141       |
| 3 | 19 juni 1938 | Tsjecho-Slowakije – Sovjet-Unie | 2 – 4   | WK 1938 Troostfinale   | 12.000       |
| 4 | 11 juni 1998 | Italië – Chili                  | 2 – 2   | WK 1998 Groepsfase (B) | 31.800       |
| 5 | 16 juni 1998 | Schotland – Noorwegen           | 1 – 1   | WK 1998 Groepsfase (A) | 31.800       |
| 6 | 20 juni 1998 | België – Mexico                 | 2 – 2   | WK 1998 Groepsfase (E) | 31.800       |
| 7 | 24 juni 1998 | Saoedi-Arabië – Zuid-Afrika     | 2 – 2   | WK 1998 Groepsfase (C) | 31.800       |
| 8 | 26 juni 1998 | Argentinië – Kroatië            | 1 – 0   | WK 1998 Groepsfase (H) | 31.800       |
| 9 | 30 juni 1998 | Roemenië – Kroatië              | 0 – 1   | WK 1998 Achtste finale | 31.800       |